# Kevin Nolan
Pour les articles homonymes, voir Nolan.
Kevin Anthony Jance Nolan, né le 24 juin 1982 à Liverpool, est un footballeur anglais reconverti entraîneur.
Nolan grandit à Liverpool et signe pour Bolton Wanderers à l'âge de 16 ans. Membre de l'équipe qui bat Preston North End en play-off du Championship en 2001, obtenant la promotion en Premier League, il devient rapidement un joueur régulier en équipe première pour le club. Il marque et Bolton bat Manchester United à Old Trafford dans chacune de ses deux premières saisons au plus haut niveau du football anglais, ainsi que d'autres buts importants qui contribuent à ce que Bolton finisse régulièrement dans la première moitié du classement de Premier League et atteigne la finale de la Carling Cup en 2004. Nolan participe également à la qualification de Bolton pour la Coupe UEFA pour la première fois dans l'histoire du club, où ils atteignent les seizièmes de finale. Après le départ de Jay-Jay Okocha en 2006, Nolan est nommé capitaine de l'équipe, la menant jusqu'en huitièmes de finale de la Coupe UEFA.
Après l'arrivée de Gary Megson (en) au poste d'entraîneur de Bolton, les performances de l'équipe et celles de Nolan sont critiquées par une partie des supporteurs du club. Il en résulte le transfert du milieu de terrain à Newcastle United contre 4,5 millions d'euros pendant le mercato de janvier 2009, Newcastle cherchant un remplaçant à Joey Barton, indisponible pour plusieurs mois en raison d'une fracture du pied. Il fait partie de l'équipe reléguée en Championship à la fin de la saison, jouant dix matchs et le club terminant en 18e position. Les performances de Nolan la saison suivante sont saluées, comme il marque 18 buts dont le premier coup du chapeau de sa carrière contre Ipswich le 26 septembre 2009, aidant au retour du club en Premier League en tant que champion de la division. Nolan est ensuite promu capitaine du club.

## Biographie
Né le 24 juin 1982 à Liverpool (Merseyside), Nolan est élevé au sein d'une famille de footballeurs à Toxteth, et rêve de devenir footballeur professionnel dès son plus jeune âge. Il étudie à la Liverpool Blue Coat School (en) et à l'âge de 14 ans il joue pour l'équipe de football des collégiens de la ville de Liverpool. Durant l'enfance, il soutient Liverpool, cependant, ses joueurs favoris sont Éric Cantona et Lee Sharpe, de Manchester United. Nolan se fiance en 2005, et épouse sa fiancée Hayley à l'été 2008. Le couple a son premier enfant, une fille, en novembre 2006. Leur deuxième enfant, un garçon, est né en janvier 2010,.

### Carrière en club

#### Bolton Wanderers (1999-2009)

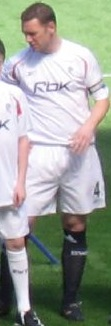
Nolan avec Bolton en 2008.

Nolan est invité à une session d'entraînement de l'équipe de jeunes de Bolton par un ami, et est bientôt enrôlé dans l'équipe. À l'âge de 16 ans, il signe un contrat renouvelable chaque année, coïncidant avec l'ouverture du centre de formation de Bolton. Un an plus tard, il signe un contrat professionnel et fait ses débuts en équipe première. Il dispute tout le match gagné par Bolton contre Preston North End en play-off de deuxième division, obtenant la promotion en FA Premier League.
Dans la saison 2001–2002, sa première en Premier League, Nolan marque huit buts en championnat, dont deux à Leicester City, le jour de l'ouverture de la saison. Il marque également le premier but de la victoire 2–1 de Bolton sur Manchester United à Old Trafford. La saison suivante, il marque à nouveau à Old Trafford, son seul but de la saison est le but victorieux dans le « Théâtre des rêves » qui permet à Bolton d'enregistrer sa deuxième victoire en terres mancuniennes en autant de saisons. En dépit de cette victoire au début de la saison, le club n'assure son maintien en Premier League que lors de la dernière journée de la saison avec une victoire contre Middlesbrough.
Dans la saison 2003–2004, les buts de Nolan contre Aston Villa et Tottenham Hotspur aident Bolton à terminer huitième du championnat. Il marque également lors de la victoire du club contre Aston Villa 5–2 en demi-finales de la Coupe de la Ligue, et fait partie de l'équipe défaite 2–1 par Middlesbrough en finale,,. Malgré cette défaite, les nombreux buts de Nolan —son record en carrière avec douze toutes compétitions confondues— permettent à Bolton de finir à sa meilleure place en première division depuis plus de quarante ans,.
La saison suivante, Nolan et Bolton atteignent la demi-finale de la FA Cup, avant d'être battus par Arsenal au Reebok Stadium. Bolton progresse également en championnat, un match nul 1–1 avec Portsmouth lors du dernier match de la saison et les quatre buts de Nolan en championnat aident à assurer la qualification en Coupe UEFA pour la première fois de leur histoire,. Le club atteint les seizièmes de finale de la Coupe UEFA la saison suivante, le but de Nolan au premier tour contre le Lokomotiv Plovdiv permet au club d'atteindre la phase de groupes. Il marque le but victorieux face au Zénith Saint-Pétersbourg en phase de groupes, et neuf autres en championnat aidant Bolton à terminer huitième, manquant de peu la qualification européenne.
La saison 2006–2007 voit Nolan prendre le relais du partant Jay-Jay Okocha en tant que capitaine du club. Ses trois buts en championnat conduisent Bolton à se qualifier à nouveau pour la Coupe UEFA. Une longue touche de Nolan amène un but qui contribue au match nul de Bolton 2–2 à l'extérieur contre le Bayern Munich, champion d'Allemagne, qui domine pourtant le match. Bien qu'ils atteignent les huitièmes de finale de la coupe d'Europe, la forme de Bolton en championnat décline et ils doivent lutter contre la relégation, terminant finalement la saison à la 16e place, un point au-dessus la zone de relégation. Nolan marque au cours de la victoire 2–0 contre Sunderland en mai qui garantit pratiquement le maintien du club en Premier League.
En janvier 2009, après avoir joué 296 matchs de championnat pour le club, le capitaine de Bolton entame des pourparlers avec des représentants de Newcastle United en vue d'un transfert, à la suite de critiques de ses prestations par certains des supporteurs du club.

#### Newcastle United (2009-2011)

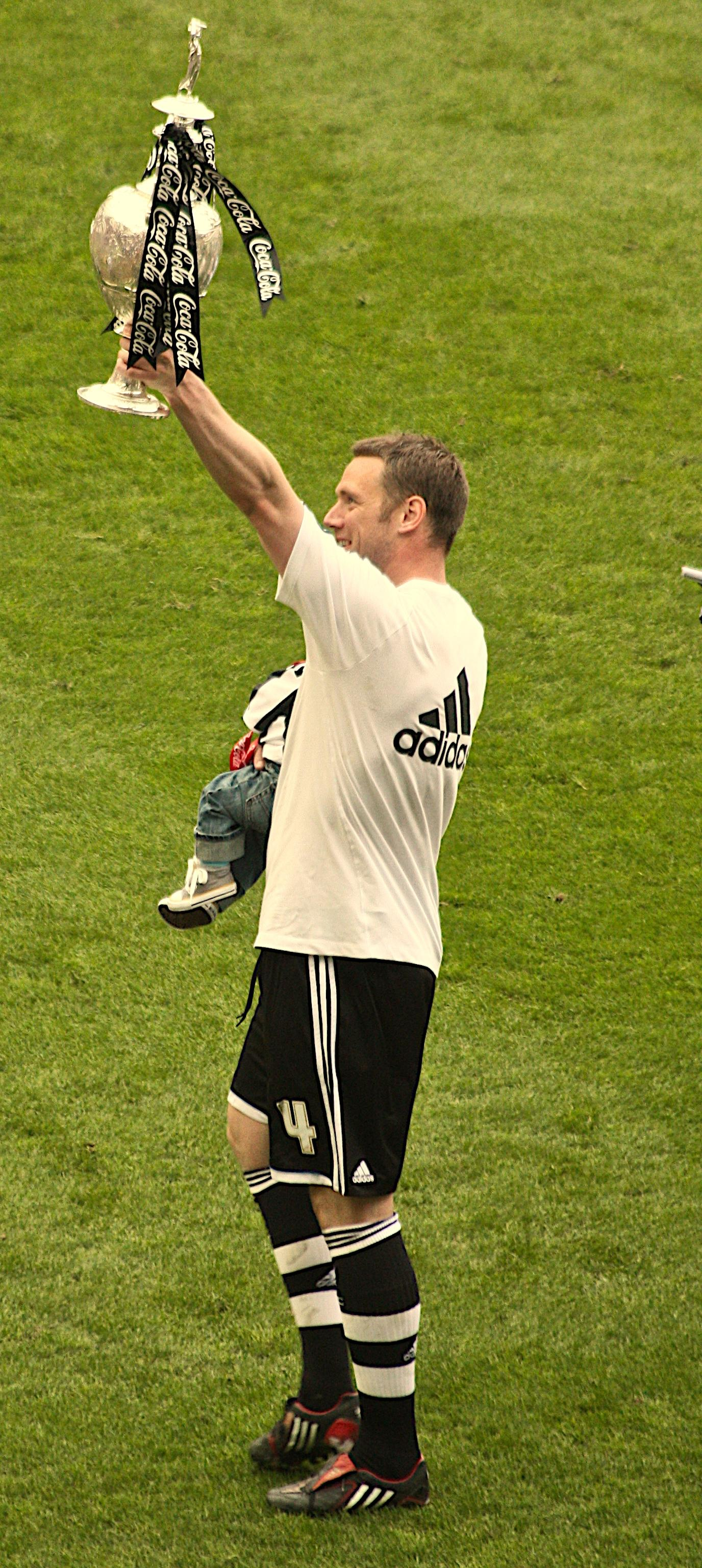
Nolan brandissant le trophée du Championship en avril 2010.

Le 29 janvier 2009, il est révélé que Newcastle a convenu d'un transfert de 4 millions £ avec Bolton, ce qui est confirmé le lendemain avec le départ de Nolan pour le Tyneside afin de discuter des conditions et de passer la visite médicale. Nolan parachève son changement de club le même jour, signant un contrat de quatre ans et demi. Le 22 février, Nolan écope de son premier carton rouge avec Newcastle United dans un match à domicile contre Everton pour un tacle les deux pieds décollés sur Victor Anichebe. À la fin de la saison, Newcastle est relégué en Championship. Au cours de l'été 2009, Nolan est l'un des joueurs les plus loquaces de Newcastle, réclamant la fin des distractions sur le terrain au club et suggérant que le club devrait chercher à acquérir des joueurs pour un retour immédiat en Premier League.
La saison suivante, Nolan joue un rôle clé dans la course de Newcastle pour la promotion. Il marque son premier but en Championship pour Newcastle le 22 août face à Crystal Palace, et le premier triplé de sa carrière dans le cadre d'une victoire 4–0 à l'extérieur sur Ipswich Town le 26 septembre,. Nolan est capitaine de Newcastle pour la première fois lors d'une victoire 5–1 sur Cardiff City en raison des absences combinées de Nicky Butt et d'Alan Smith. Après une période de disette de onze matchs, Nolan inscrit son 11e but en championnat de la saison le 20 février contre Preston North End pour une victoire 3–0. Il poursuit en signant le dernier but de l'écrasante victoire de Newcastle à domicile 6–1 sur Barnsley deux matchs plus tard. Le 16 mars, il est élu « joueur du Championship de l'année » aux Football League Awards (en). Le 5 avril 2010, Newcastle United obtient une promotion directe en Premier League, après que son dauphin Nottingham Forest ne parvient pas à battre Cardiff. Newcastle célèbre la montée quelques heures plus tard sur son terrain devant 48 750 spectateurs et Nolan marque le but vainqueur d'un ciseau retourné pour une victoire 2–1 sur Sheffield United,.
Nolan est désigné comme le nouveau capitaine de Newcastle United pour la saison 2010–2011, succédant au retraité Nicky Butt. Nolan marque ses premiers buts de la saison dans la victoire 6–0 de Newcastle contre Aston Villa au premier match à domicile. Le 31 octobre 2010, Nolan marque son premier hat-trick en Premier League, réalisant cette performance dans le derby du Tyne-Wear contre Sunderland gagné 5–1 à domicile. Le 11 décembre 2010, Nolan ouvre le score face à Liverpool lors du premier match sous les ordres du nouvel entraîneur Alan Pardew, remporté par Newcastle 3–1. Le 16 janvier 2011, Nolan ouvre le score dans le second derby de la saison contre Sunderland, qui se termine sur un score nul 1–1. Le 26 février 2011 à St James' Park, Nolan inscrit son 50e but en Premier League, lors d'un match nul 1–1 avec son ancien club, Bolton Wanderers.

#### West Ham United (2011-2015)
En juin 2011, il quitte Newcastle et signe un contrat de cinq ans avec West Ham, nouvellement rétrogradé en Championship, pour un transfert estimé à 5 M£. Il y retrouve Sam Allardyce qui devient son entraîneur pour la troisième fois. En raison du départ du précédent capitaine de West Ham, Matthew Upson, à Stoke City, Nolan est immédiatement nommé capitaine. Il fait ses débuts en championnat le 7 août 2011 lors d'une défaite à domicile 1–0 face à Cardiff City. Nolan marque son premier but pour West Ham le 13 août 2011 en offrant la victoire 1–0 à l'extérieur contre Doncaster Rovers. Il signe son premier but à Boleyn Ground le 26 novembre 2011, d'une reprise de volée de 20 mètres pour une victoire 3–1 sur Derby County,. Le 7 mai 2012, lors des barrages de Championship, Nolan marque son treizième but pour le club face à Cardiff City lors d'une victoire 3-0, assurant ainsi la place de West Ham à Wembley. Le 19 mai 2012, il est capitaine de l'équipe lors de la finale des barrages face à Blackpool. West Ham a gagné le match 2 à 1 par des buts de Carlton Cole et Ricardo Vaz Tê, retrouvant ainsi sa place dans l'élite anglaise après une saison d'absence.
Nolan continue sur sa lancée lors de la saison 2012-2013 et marque son premier but dès la première journée, dans une victoire 1-0 face à Aston Villa. Le 1er septembre, il marque moins d'une minute après le coup d'envoi lors d'une victoire 3-0 à domicile face à Fulham.
À la fin du mois d'août 2015, Kevin Nolan et West Ham united mettent fin au contrat de commun accord.

#### Premiers postes d'entraîneur (depuis 2015)
Le 21 janvier 2016, Nolan est nommé entraîneur-joueur de Leyton Orient. Il est démis de ses fonctions d'entraîneur le 12 avril avant de quitter définitivement le club le 6 juillet. Il est par la suite nommé entraîneur de Notts County le 12 janvier 2017, intégrant également l'effectif en tant que joueur le 30 janvier.

### Carrière internationale
Nolan est appelé en équipes d'Angleterre des moins de 18 ans puis des moins de 21 ans et certains commentateurs prédisent alors qu'il pourrait être un futur candidat pour l'équipe d'Angleterre. Certains avancent que Nolan pourrait être appelé avec la république d'Irlande ou avec les Pays-Bas de par ses origines.

## Statistiques

### En tant que joueur
| Saison                | Club                  | Championnat           | Championnat | Championnat | Coupe nationale | Coupe nationale | Coupe de la Ligue | Coupe de la Ligue | Compétition(s) continentale(s) | Compétition(s) continentale(s) | Compétition(s) continentale(s) | Play-offs | Play-offs | Total | Total |
| Saison                | Club                  | Division              | M.          | B.          | M.              | B.              | M.                | B.                | Comp.                          | M.                             | B.                             | M.        | B.        | M.    | B.    |
| 1999-2000             | Bolton Wanderers      | Championship          | 4           | 0           | -               | -               | -                 | -                 | -                              | -                              | -                              | -         | -         | 4     | 0     |
| 2000-2001             | Bolton Wanderers      | Championship          | 31          | 1           | 4               | 2               | -                 | -                 | -                              | -                              | -                              | 2         | 0         | 37    | 3     |
| 2001-2002             | Bolton Wanderers      | Premier League        | 35          | 8           | 2               | 0               | 2                 | 0                 | -                              | -                              | -                              | -         | -         | 39    | 8     |
| 2002-2003             | Bolton Wanderers      | Premier League        | 33          | 1           | 2               | 0               | 1                 | 0                 | -                              | -                              | -                              | -         | -         | 36    | 1     |
| 2003-2004             | Bolton Wanderers      | Premier League        | 37          | 9           | 2               | 1               | 5                 | 2                 | -                              | -                              | -                              | -         | -         | 44    | 12    |
| 2004-2005             | Bolton Wanderers      | Premier League        | 36          | 4           | 4               | 0               | 2                 | 0                 | -                              | -                              | -                              | -         | -         | 42    | 4     |
| 2005-2006             | Bolton Wanderers      | Premier League        | 36          | 9           | 2               | 0               | 3                 | 0                 | C3                             | 7                              | 2                              | -         | -         | 48    | 11    |
| 2006-2007             | Bolton Wanderers      | Premier League        | 31          | 3           | 2               | 1               | 1                 | 1                 | -                              | -                              | -                              | -         | -         | 34    | 5     |
| 2007-2008             | Bolton Wanderers      | Premier League        | 33          | 5           | -               | -               | 1                 | 0                 | C3                             | 5                              | 0                              | -         | -         | 39    | 5     |
| 2008-2009             | Bolton Wanderers      | Premier League        | 20          | 0           | 1               | 0               | 1                 | 1                 | -                              | -                              | -                              | -         | -         | 22    | 1     |
| Sous-total            | Sous-total            | Sous-total            | 296         | 40          | 20              | 4               | 15                | 4                 | -                              | 12                             | 2                              | 2         | 0         | 345   | 50    |
| 2008-2009             | Newcastle United      | Premier League        | 11          | 0           | -               | -               | -                 | -                 | -                              | -                              | -                              | -         | -         | 11    | 0     |
| 2009-2010             | Newcastle United      | Championship          | 44          | 17          | 2               | 0               | 2                 | 1                 | -                              | -                              | -                              | -         | -         | 48    | 18    |
| 2010-2011             | Newcastle United      | Premier League        | 30          | 12          | 1               | 0               | 1                 | 0                 | -                              | -                              | -                              | -         | -         | 32    | 12    |
| Sous-total            | Sous-total            | Sous-total            | 85          | 29          | 3               | 0               | 3                 | 1                 | -                              | -                              | -                              | -         | -         | 91    | 30    |
| 2011-2012             | West Ham United       | Championship          | 42          | 12          | -               | -               | 1                 | 0                 | -                              | -                              | -                              | 3         | 1         | 46    | 13    |
| 2012-2013             | West Ham United       | Premier League        | 35          | 10          | 2               | 0               | 1                 | 0                 | -                              | -                              | -                              | -         | -         | 38    | 10    |
| 2013-2014             | West Ham United       | Premier League        | 33          | 7           | -               | -               | 2                 | 0                 | -                              | -                              | -                              | -         | -         | 35    | 7     |
| 2014-2015             | West Ham United       | Premier League        | 29          | 1           | 4               | 0               | -                 | -                 | -                              | -                              | -                              | -         | -         | 33    | 1     |
| 2015-2016             | West Ham United       | Premier League        | 2           | 0           | -               | -               | -                 | -                 | C3                             | 3                              | 0                              | -         | -         | 5     | 0     |
| Sous-total            | Sous-total            | Sous-total            | 141         | 30          | 6               | 0               | 4                 | 0                 | -                              | 3                              | 0                              | 3         | 1         | 157   | 31    |
| 2015-2016             | Leyton Orient         | League Two            | 14          | 0           | -               | -               | -                 | -                 | -                              | -                              | -                              | -         | -         | 14    | 0     |
| Sous-total            | Sous-total            | Sous-total            | 14          | 0           | -               | -               | -                 | -                 | -                              | -                              | -                              | -         | -         | 14    | 0     |
| 2016-2017             | Notts County          | League Two            | 0           | 0           | -               | -               | -                 | -                 | -                              | -                              | -                              | -         | -         | 0     | 0     |
| 2017-2018             | Notts County          | League Two            | 0           | 0           | -               | -               | -                 | -                 | -                              | -                              | -                              | -         | -         | 0     | 0     |
| Sous-total            | Sous-total            | Sous-total            | 0           | 0           | -               | -               | -                 | -                 | -                              | -                              | -                              | -         | -         | 0     | 0     |
| Total sur la carrière | Total sur la carrière | Total sur la carrière | 536         | 99          | 29              | 4               | 22                | 5                 | -                              | 15                             | 2                              | 5         | 2         | 607   | 112   |

### En tant qu'entraîneur
| Leyton Orient | 21 janvier 2016 | 12 avril 2016 | 15 | 7  | 2 | 6  | 46,7 |
| Notts County  | 12 janvier 2017 | en cours      | 15 | 8  | 3 | 4  | 53,3 |
| Total         | Total           | Total         | 30 | 15 | 5 | 10 | 50,0 |

## Palmarès
| - Bolton Wanderers - Carling Cup - Finaliste : 2004 |  | - Newcastle United - Championship - Vainqueur : 2010 |

### Distinctions personnelles
- Élu joueur du mois du championnat d'Angleterre en février 2006
- Élu joueur de l'année du Football League Championship (D2) en 2010